# Жак Кижа
Жак Кижа (фр. Jacques Cujas; 1522 — 4. октобар 1590) био је француски правник и истакнути припадник Школе елегантне јуриспруденције. Ова школа је сматрала да треба да се напусти учење глосатора и постглосатора. Повратак изворима и утврђивање порекла појединих норми и правних установа римског права је био њен основни постулат.

## Биографија
Кижа је рођен у Тулузи, где је његов отац био ваљаоничар. Самостално је научио латински и грчки, а правни занат је изучио код Арноа де Фереа, тадашњег професора права y Тулузи, и веома брзо стекао велики углед као стручњак у тумачењу Јустијановог права. 1554. године је именован за професора права у Каору. Годину дана касније Мишел де Лопитал га је позвао у Бурж. Међутим, тамошњи професор Франсоа Дуарен је подигао студенте против њега. Ово је био разлог зашто је Кижа са задовољством прихватио позив Универзитета у Валенсу.
Након Дуаренове смрти 1559. вратио се у Бурж, где је остао до 1567, када је поново прешао у Валенс. Тамо је стекао углед у целој Европи и око себе окупио велики број студената са простора читавог континента, међу којима су Јосиф Скалигер и Жак Август де Ту. Године 1573. француски краљ Шарл IX Валоа га је именовао за саветника парламента града Гренобла а пензију му је доделио Хенри III. Маргарeта Савојска га је  убедила 1575. да дође у Торино, али након само пар месеци он се вратио у Бурж. Верски ратови су га присилили да напусти град. Краљ га је позвао у Париз, где је добио дозволу парламента да предаје грађанско право на тамошњем универзитету. Годину дана касније, вратио се за стално у Бурж и остао тамо све до смрти 1590, иако му је папа Гргур XIII дао примамљиву понуду 1584. како би га привукао у Болоњу.
Читавог живота је био посвећен учењу и предавањима. Није имао учешћа у верским ратовима, који су тада били главна преокупација његових савременика. Ако би му се неко обратио у вези с тим, рекао би: „Ово нема никакве везе са едиктом претора.” (Nihil hoc ad edictum praetoris). Његов ненадмашив успех, као правног стручњака, се огледа у чињеници да се окренуо од учења глосатора и постглосатора ка изворном римском праву. Сакупио је велики број рукописа, од којих је чак 500 било у његовој библиотеци. Да би дошао до изворних текстова, одлазио је у тада турски Цариград. Први је проучавао византијско право и схватио да је оно резултат развоја римског права. Открио је историјске слојеве у Дигестама и прве интерполације: нека његова истраживања и дан данас имају научну вредност. Нажалост, у тестаменту је је наредио да се његова библиотека подели између купаца и тако је његова колекција рукописа била раштркана и већим делом изгубљена.

## Рад и дело
Његова реформа, од које је највише објављено у наслову Observationes et emendationes, није била ограничена само на правне књиге, већ проширене и делима многих класичних грчких и латинских аутора.
Његов научни рад није био посвећен само Јустинијановом праву. Пронашао је и подарио свету део Теодосијевог законика, са објашњењима и прибавио је Василике (Представљају покушај систематизације целокупног ромејског права. Започео га је Василије I а окончао његов син Лав VI Мудри ). Саставио је и коментар о Consuetudines Feudorum и неким књигама Decretals. У Paratitla, сажетцима које је сачинио од Дигеста и у суштини од Јустинијановe кодификације, он је сажимао елементарнa начела закона у кратке аксиоме и дао дефиниције које су биле изванредне због њихове јасноће и прецизности.

## Занимљивости
Своје лекције никада није диктирао, нити се припремао за предавања, већ је износио сопствена размишљања о темама које треба да се расправљају. На часовима није трпео ометање и на најмању буку одмах би напустио катедру. Био је веома привржен студентентима, а Јосиф Скалигeр тврди да је изгубио више од 4000 ливра позајмљујући новац онима којима је то било потребно.
Фабро је прикупио комплетна Кижина дела у издању које је објавио у Паризу 1658, Напуљу и Венецији.